# هتل میلنیوم بیلتمور
هتل میلنیوم بیلتمور (انگلیسی: Millennium Biltmore Hotel) یک هتل در لس آنجلس، ایالات متحده آمریکا است.
این هتل که در سال ۱۹۲۳ تأسیس شده دارای ۶۵۰۰ مترمربع فضای اجرای مراسم و ۱۵۰۰ اتاق می‌باشد که ۶۸۳ اتاق آن سازماندهی مجدد شده‌است. هتل میلنیوم بیلتمور میزبان ۹ دوره از مراسم جایزه اسکار بوده‌است.

## نگارخانه

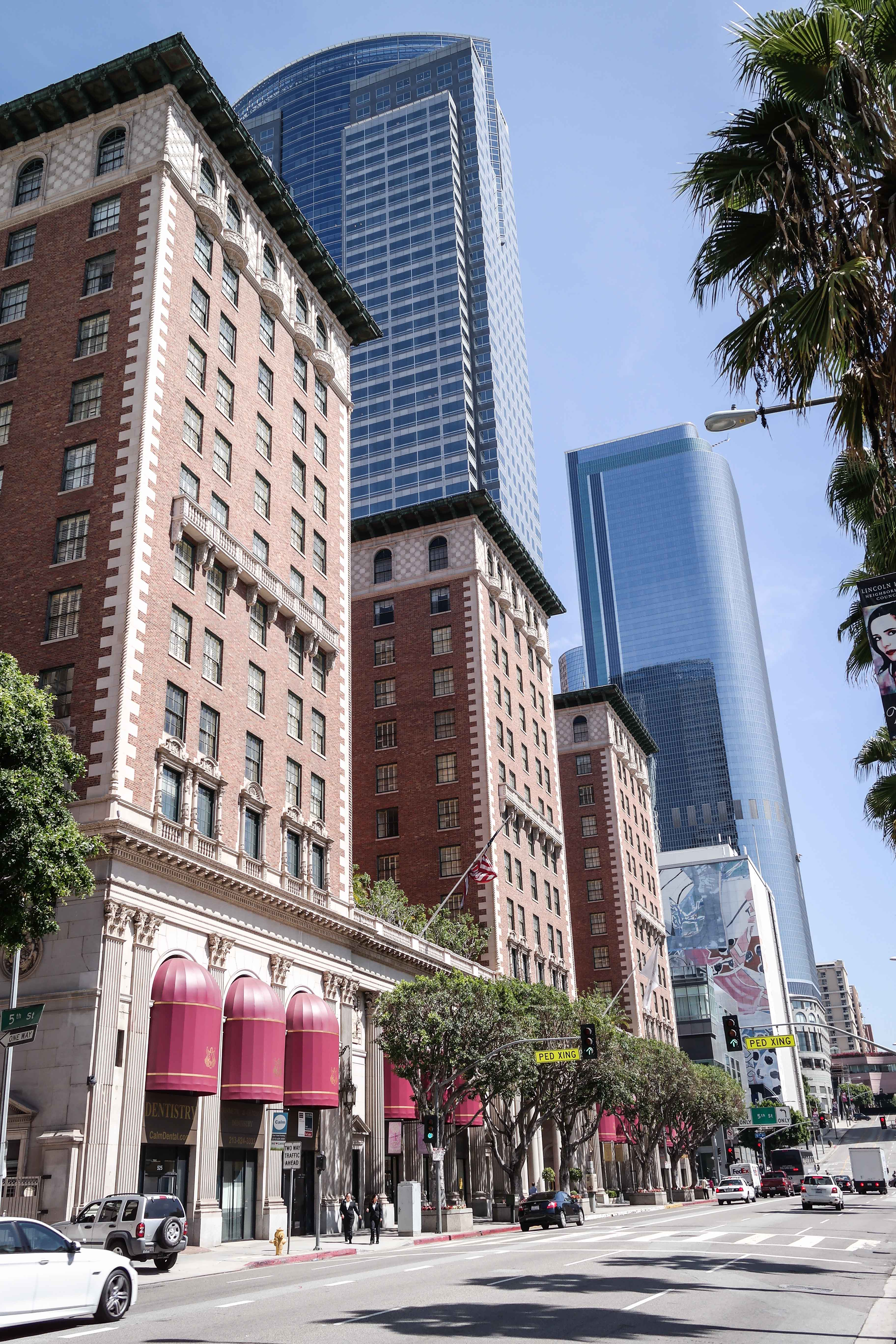
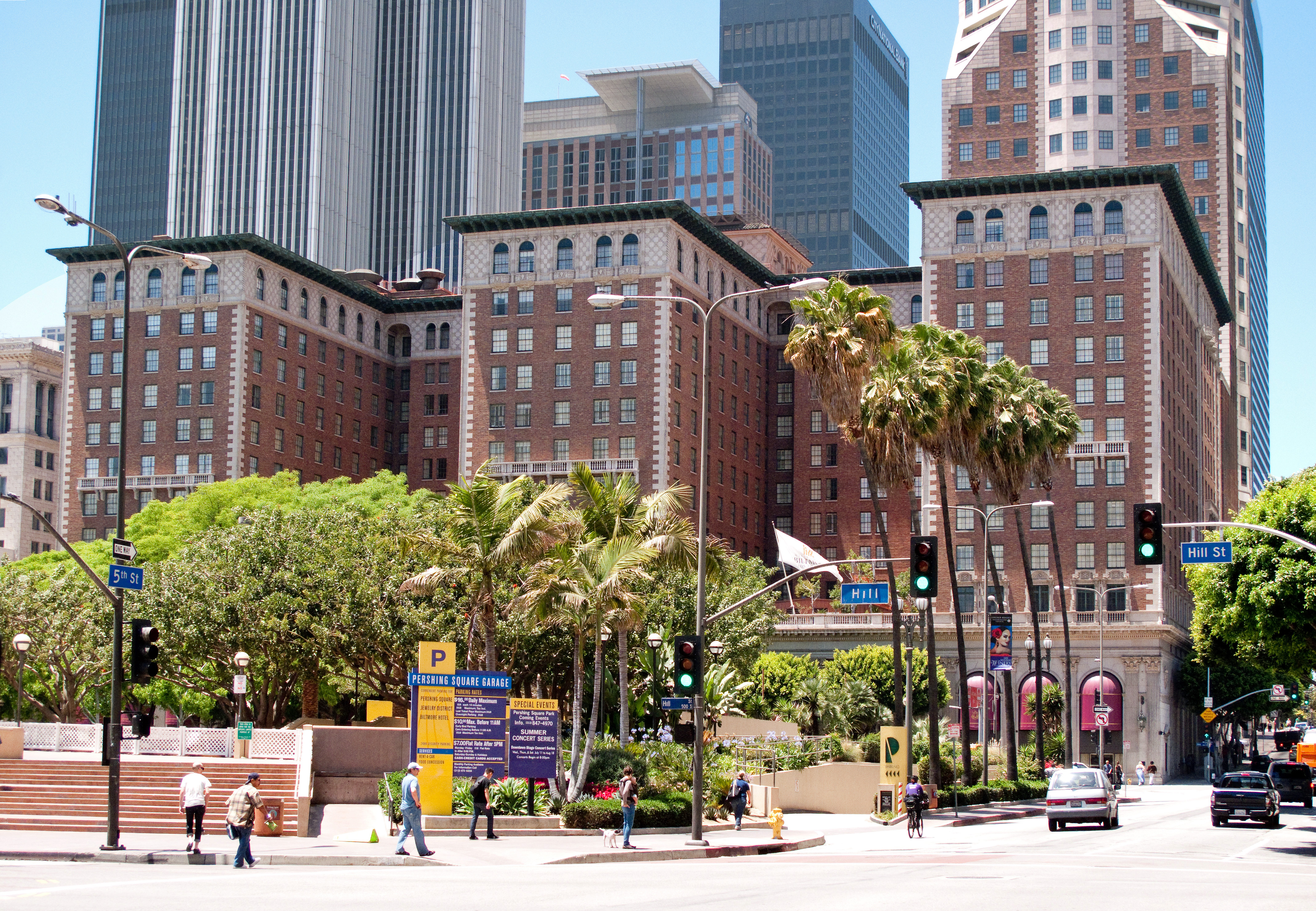
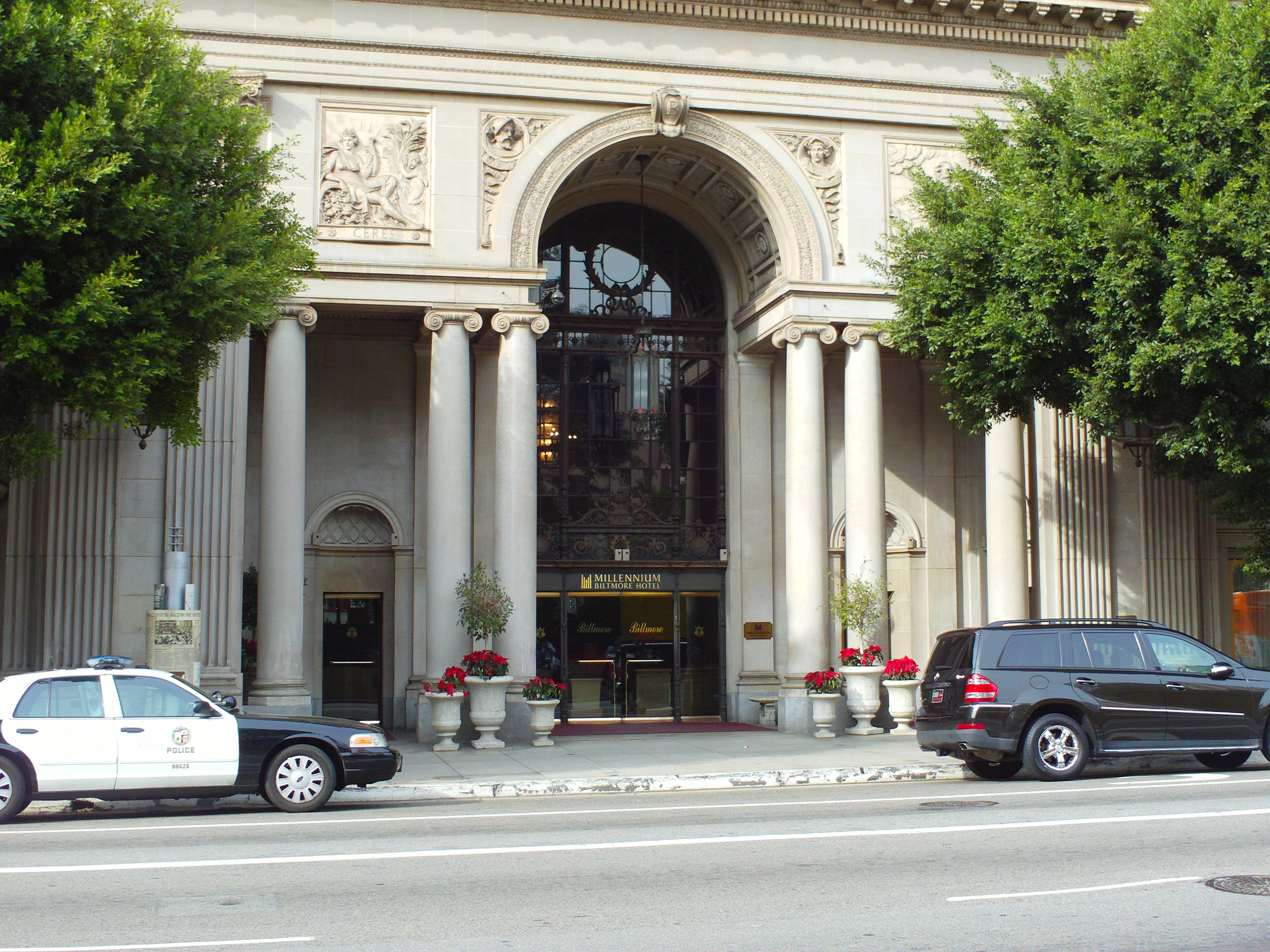
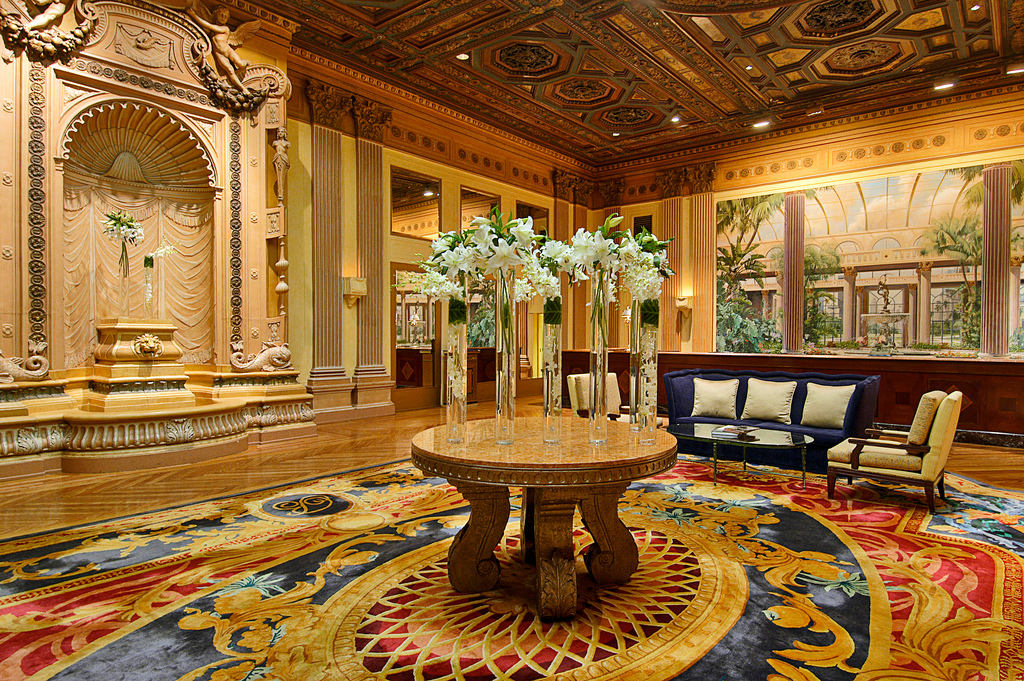
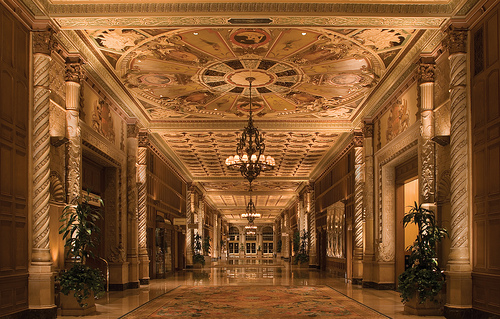
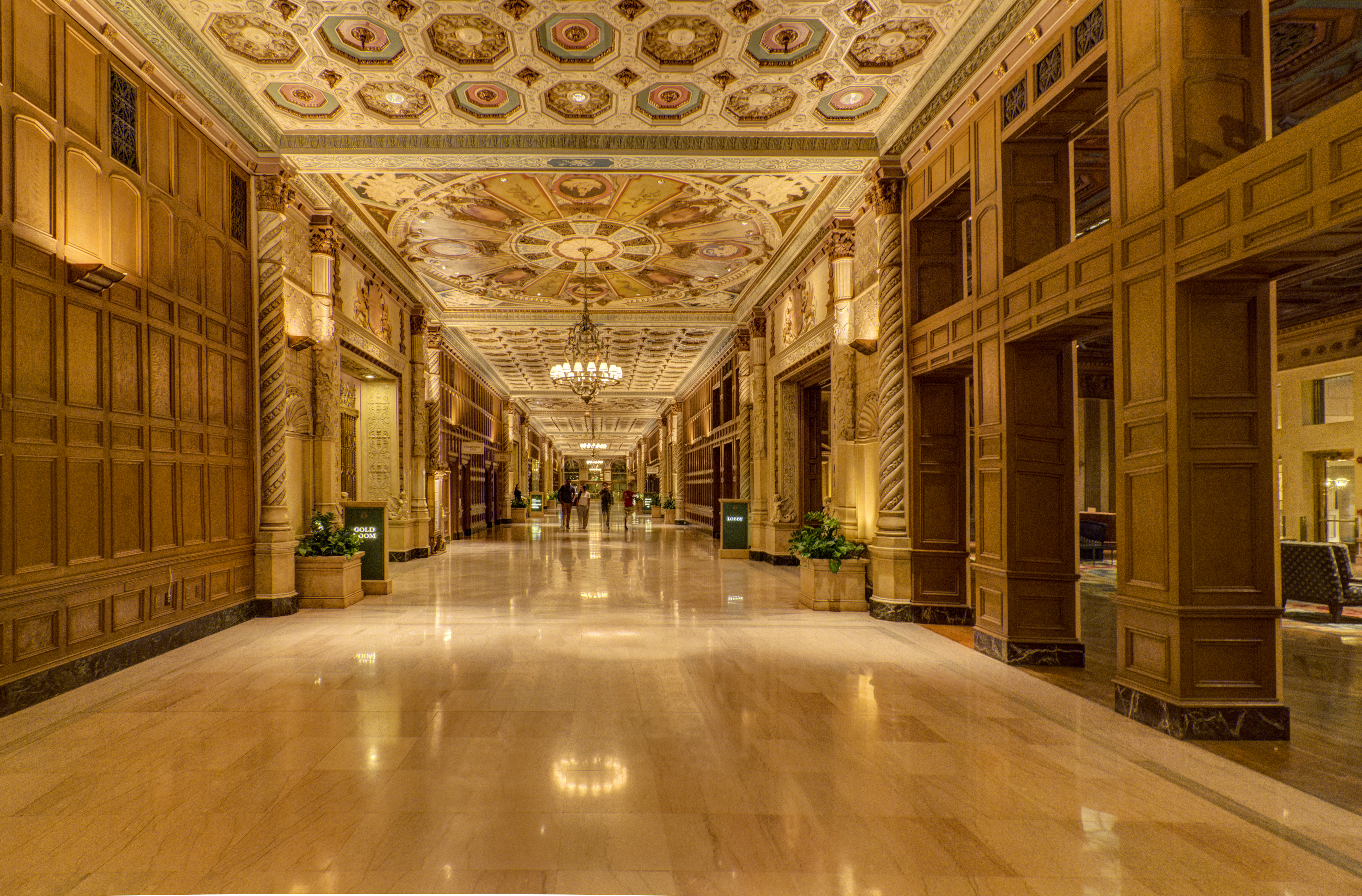
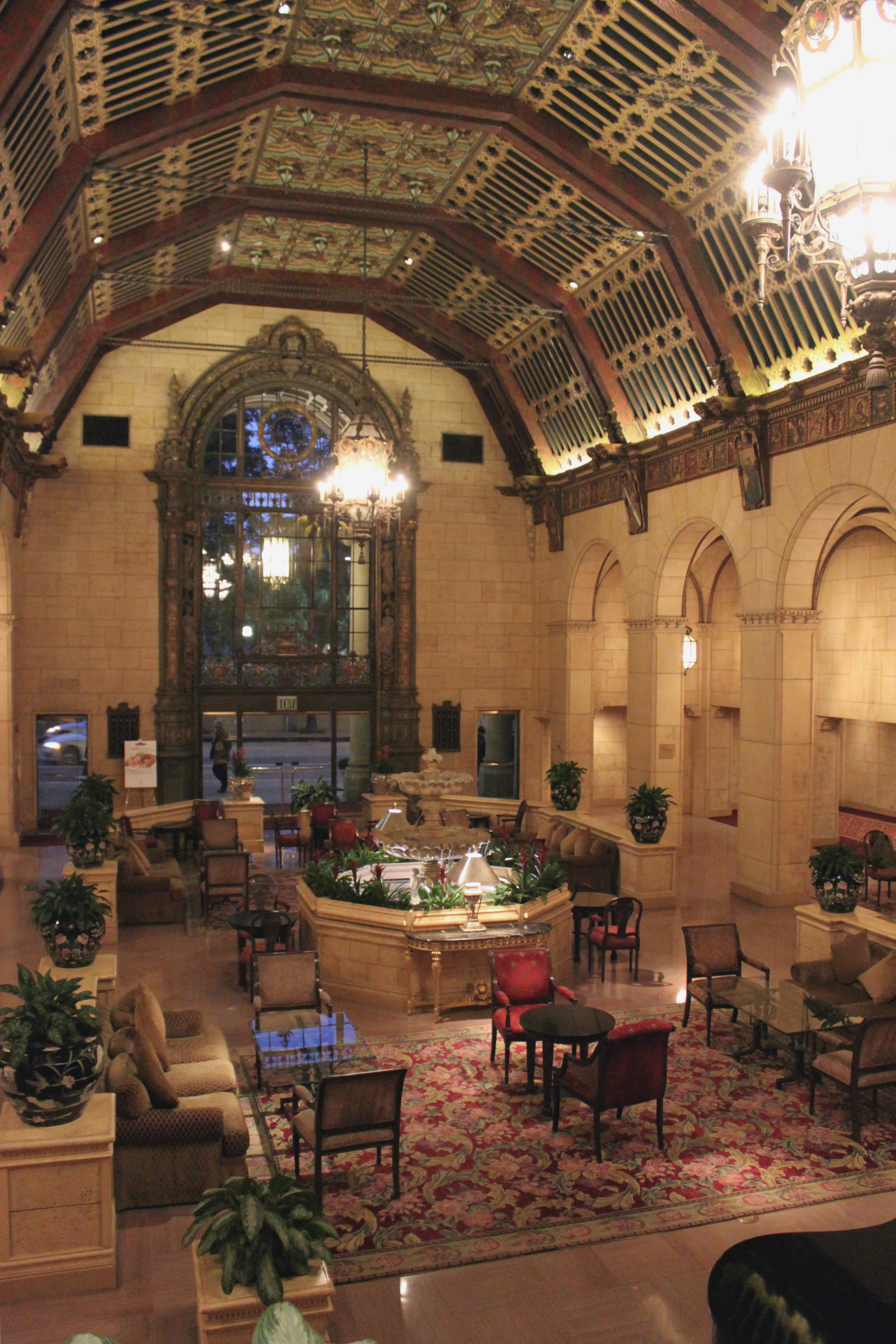
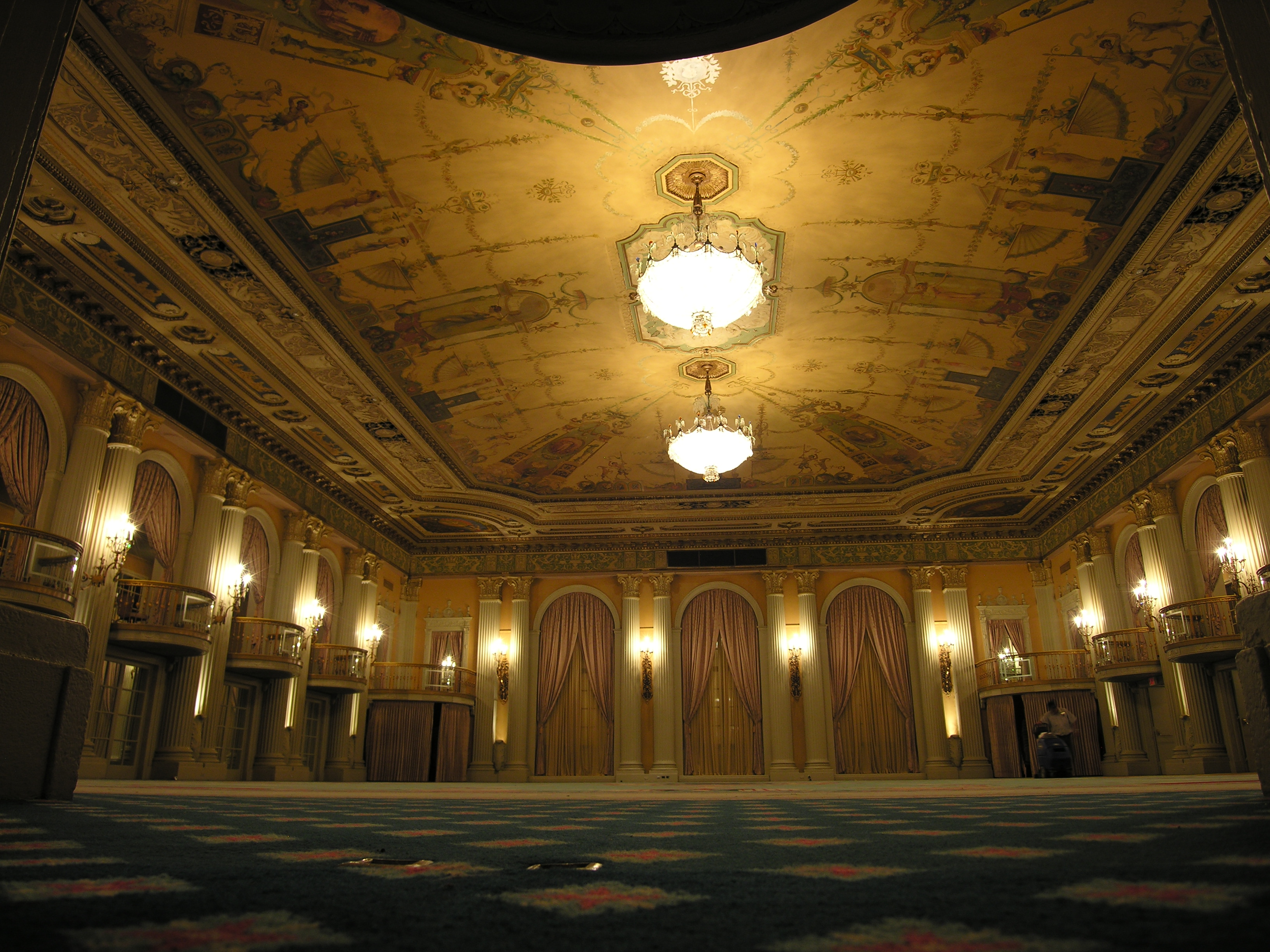